# Лагорио, Лелио
Лелио Лагорио (итал. Lelio Lagorio; 9 ноября 1925, Триест — 7 января 2017, Флоренция) — итальянский государственный деятель, один из лидеров социалистической партии. Мэр Флоренции (1965), глава администрации региона Тоскана (1970—1978). Министр обороны Италии (1980—1983), министр туризма и зрелищных мероприятий (1983—1986).

## Ранние годы. Вторая мировая война. Образование
Родился в семье офицера. С 1937 по 1942 год проходил обязательную при фашистском режиме юношескую военную подготовку. В 1943 году призван в армию Республики Сало, но скрылся от военных властей и сотрудничал с Сопротивлением.
После войны работал на заводе. Окончил юридический факультет Университета Флоренции. Занимался журналистикой, издательской деятельностью, был директором издательства Felice Le Monnier.

## Администратор Флоренции и Тосканы
С 1943 года он примыкал к левым демократическим организациям. После войны вступил в Движение федералистов Европы, затем в партию «Народное единство». С 1955 года — член Итальянской социалистической партии (ИСП). Тесно сотрудничал с Пьетро Ненни. Возглавлял социалистическую организацию во Флоренции, редактировал газету La Defense.
В 1960 году, во время острого политического кризиса, предотвратил использование полицейской силы против демонстрантов во Флоренции. Состоял в провинциальной администрации первой половины 1960-х годов, курировал правовую политику и транспортные коммуникации. Учредил региональный журнал La Regione. Несмотря на социалистические взгляды, поддерживал дружественные отношения с католическим епископатом, нормализовал отношения светских властей с церковью.
В 1965 году на протяжении нескольких месяцев являлся мэром Флоренции. Затем до 1969 года был вице-мэром города. Сыграл большую роль в ликвидации последствий наводнения 4 ноября 1966 года. В 1970—1978 годах Лагорио возглавлял администрацию региона Тоскана. С 1968 года состоял в руководящих органах ИСП.

## Член правительства Италии
С 1979 года переориентировался на общенациональную политику в рамках ИСП. Принадлежал к ближайшему окружению Беттино Кракси.

### Министр обороны
4 апреля 1980 года занял пост министра обороны в правительстве христианского демократа Франческо Коссиги. Оставался в этой должности до 4 августа 1983 года, в кабинетах христианского демократа Арнальдо Форлани, республиканца Джованни Спадолини, христианского демократа Аминторе Фанфани. Эти правительства занимали правоцентристские либо откровенно консервативные (Фанфани) позиции.
Во внешней политике ИСП и Лагорио как один из её лидеров проводили проамериканский и антисоветский курс «атлантической солидарности». В частности, он поддержал бойкот Олимпиады-1980, запретив спортсменам-военнослужащим ехать на Игры в Москву. За это Лагорио подвергался персональной критике в советской прессе.
В его бытность на посту оборонного ведомства началось размещение на Сицилии американских ядерных ракет средней дальности Томагавк. При этом министр ориентировался не только на Пентагон, но и на западноевропейских союзников, стремился к оборонной самостоятельности Европы, налаживал максимальное взаимодействие с военными ведомствами Франции, ФРГ, Великобритании. Лагорио возглавлял Совет министров НАТО.
Также активизировалась внешняя военная активность Италии. Впервые после Второй мировой войны итальянские военные миссии направились за рубеж — в Ливан и в Красное море.
Значительно возрос оборонный бюджет Италии, проводилась интенсивная модернизация вооружённых сил. В 1983 году был спущен на воду первый итальянский авианосец Garibaldi. Тогда же была восстановлена традиция военных парадов в Риме. Итальянская армия сыграла важную роль в ликвидации последствий землетрясения 1980 года. Во внутриармейской системе отмечалась значительная демократизация отношений, расширение прав рядового состава, улучшение бытовых условий службы.
В период его руководства министерством произошла катастрофа на Устике.

### Министр туризма и зрелищ
В 1983 году премьер-министром Италии впервые стал социалист стал Беттино Кракси (президентский пост к тому времени уже пять лет занимал социалист Алессандро Пертини). Лагорио остался членом правительства, однако переместился с министерства обороны на министерство туризма и зрелищных мероприятий. На этом посту он также оставил заметный след: был учреждён Национальный фонд искусств, законодательно стимулировались музыка, кино и театр.

## После соцпартии
Четырежды (в 1979, 1983, 1987, 1989 годах) избирался депутатом Европарламента. Оставался в его составе до 1994 года. В 1986—1994 возглавлял социалистическую фракцию. В 1986—1988 годах был председателем комитета итальянского парламента по делам спецслужб и государственных тайн.
Не отвергая традиционно радикальной риторики итальянских социалистов, Лагорио сыграл большую роль в эволюции ИСП в направлении европейской социал-демократии. Активно способствовал дрейфу итальянских социалистов вправо и консолидации антикоммунистических сил Италии.
После острейшего политического кризиса и трансформации всей политической системы Италии в ходе операции «Чистые руки» ИСП прекратила своё существование. При этом Лелио Лагорио оказался одним из социалистических политиков, в отношении которых не было выявлено какого-либо коррупционного компромата. После ликвидации ИСП отошёл от политики. Он занялся историческими исследованиями, издал ряд работ по истории Тосканы, мемуары о своей деятельности на административных и министерских постах. Наибольший резонанс вызвали книги Лагорио L’Esplosione: storia della disgregazione del PSI («Взрыв: история распада ИСП»), L’Ora di Austerlitz («Час Аустерлица»), Una regione da costruire («Региональное строительство»).
Состоял в ассоциациях бывших депутатов парламента Италии, европейских парламентариев, муниципальных советников Тосканы. Был активным членом организации «Социализм 2000». Входил в итальянский Ротари-клуб.

## Награды и звания
Кавалер Большого креста ордена «За заслуги перед Итальянской Республикой», награждён указом президента Италии социалиста Алессандро Пертини от 27 декабря 1978 года.